# Neoplatonisme
Neoplatonisme (el. Nyplatonisme) er en moderne betegnelse for den filosofiskole, der opstod i det 3. århundrede og som især er baseret på Platons og andre tidligere platonisters filosofiske lære.
Neoplatonister har primært beskrevet sig selv som "platonister", men distinktionen mellem platonisme og neoplatonisme er i moderne tid skabt, fordi neoplatonikernes filosofi indeholdt så mange unikke fortolkninger og forklaringer, at den adskiller sig markant fra hvad Platon selv skrev og mente. Blandt andet prøvede de at inddrage religiøs mystik, idet de aktivt søgte kontakt med en oversanselig verden. Når de fik ekstatiske oplevelsestilstande, kunne de efterprøve og bekræfte udsagn om, hvordan den oversanselige verden er indrettet. Det, de oplevede i sådanne tilstande, ledte dem til at antage, at der eksisterer højere væsener og kræfter - samt en guddom, som mennesket i den ekstatiske tilstand kan komme i direkte kontakt med.

## Neoplatonister
- Plotin
- Porphyr
- Augustin af Hippo
- Boethius
- Avicenna
- Hugo af Saint-Victor
- Averröes

## Eksterne referencer
- Primary texts (Webside ikke længere tilgængelig), Online primærtekster på engelsk

| filosofi | Spire Denne filosofiartikel er en spire som bør udbygges. Du er velkommen til at hjælpe Wikipedia ved at udvide den. |